# BLP Kosher
Benjamin Landy Pavlon, beter bekend als BLP Kosher, werd geboren op 3 mei 2000 in Florida, Verenigde Staten. Hij groeide op in een Joods gezin en is trots op zijn Joodse identiteit, iets wat sterk naar voren komt in zowel zijn muziek als zijn uiterlijk. 
Zijn artiestennaam, "BLP Kosher", verwijst naar kasjroet, de Joodse spijswetten, en symboliseert hoe hij zijn culturele achtergrond integreert in zijn muziek. Hij is herkenbaar aan zijn lange peies (Joodse zijlokken), een religieus kenmerk dat zelden wordt geassocieerd met de hip-hopcultuur. Ondanks deze visuele en culturele kenmerken beweegt hij zich moeiteloos binnen de Amerikaanse drill- en trap-scene, waarin hij zijn unieke stijl heeft ontwikkeld. 
Naast zijn liefde voor muziek was hij in zijn jeugd ook actief in skateboarden, een subcultuur die nog steeds terug te zien is in zijn muziekvideo’s en persoonlijke stijl. 

## Muzikale carrière
BLP Kosher begon zijn muzikale carrière rond 2022, waarbij hij aanvankelijk via SoundCloud en YouTube muziek uitbracht. Zijn eerste tracks trokken al snel aandacht vanwege zijn unieke stemgeluid, humoristische teksten en Joodse referenties binnen een drill-context.
In 2023 brak hij door met de virale nummers "Mazel Tron" en "Special K", die snel populair werden binnen de underground hip-hopscene Zijn muziekstijl mengt de agressieve en energieke klanken van drill- en trapmuziek met woordspelingen en Joodse referenties. Deze combinatie maakt hem een opvallende en unieke figuur binnen het genre. 
Zijn rapstijl is snel, ritmisch en speels, met woordgrappen en slimme rijmschema’s. Hij maakt veel gebruik van culturele contrasten, waarbij hij traditionele Joodse uitingen combineert met het leven van de moderne drill-scene.

## Joodse identiteit en muziek
BLP Kosher onderscheidt zich door zijn openlijke trots op zijn Joodse erfgoed. In een genre dat historisch gedomineerd wordt door Afro-Amerikaanse artiesten en straatcultuur, is hij een van de weinige artiesten die openlijk Joodse culturele en religieuze symboliek in zijn muziek verwerkt.
Zijn teksten bevatten regelmatig verwijzingen naar Joodse tradities, de Torah, kasjroet en Hebreeuwse uitdrukkingen, wat hem uniek maakt binnen de hip-hopscene. 

## Discografie

#### Studioalbums
- Bars Mitzvah
- Scarecrow

#### Mixtapes
- Earth To Benjamin
- Angelfish
- BLP Kosher and the Magic Dreidel

#### Extended Plays (EPs)
- 225 Bars